# Mascarenhasia speciosa
Mascarenhasia speciosa är en oleanderväxtart som beskrevs av S. Elliot. Mascarenhasia speciosa ingår i släktet Mascarenhasia och familjen oleanderväxter. Inga underarter finns listade i Catalogue of Life.